# Laurent Bourdon
Laurent Bourdon, né le 25 septembre 1957 à Paris, est un journaliste, écrivain et homme de radio français.

## Biographie
Après des études de cinéma, la production et la réalisation de courts métrages ainsi que l’exploitation de salles de cinéma, Laurent Bourdon débute en 1983 sur TSF 93.
Animateur et chroniqueur de radio (RFI, Radio suisse romande, France Inter, Radio Classique, Europe 2…), il revient, de septembre 2014 à juin 2016, sur France Inter pour y présenter des chroniques sur l'histoire du  cinéma.
Depuis le milieu des années 2000, il écrit et publié de nombreux ouvrages sur le cinéma, en particulier sur Alfred Hitchcock et Claude Chabrol, mais aussi Jean-Paul Belmondo ou sur des sujets thématiques (les remakes, la critique de cinéma).

## Publications
- Avec Marc Guiraud, Réussir son passage à la radio, préface de Jean-Pierre Elkabbach, Paris, Armand Colin, coll. « Communication », 1991  (ISBN 2-200-42036-6)
- Dictionnaire Hitchcock[4],[5], préface de Claude Chabrol, Paris, Larousse, coll. « in extenso », septembre 2007  (ISBN 978-2-03-583668-7) Plus de mille articles, classés de A à Z, racontent le maître du suspense, ses films, ses interprètes, ses thèmes favoris, ses obsessions… « Avec ce dictionnaire, vous saurez tout sur Hitchcock, beaucoup de choses sur le cinéma et un peu sur la nature humaine », Claude Chabrol.
- Chabrol se met à table[6],[7], Paris, Larousse, préface de Jean-Luc Petitrenaud, octobre 2009  (ISBN 978-2-03-584613-6) Les 57 films de Claude Chabrol revus côté cuisine. Du hachis Parmentier de Landru (1963) à la pintade de Bellamy (2009), du ragoût de bœuf de Que la bête meure (1969) au fricandeau de veau à l’oseille des Fantômes du chapelier (1982), du poulet au vinaigre d’Inspecteur Lavardin (1986) à la lamproie à la bordelaise de La Fleur du mal (2003)… Comme l’affirme le cinéaste : « On ne ment pas la bouche pleine ! »
- Les Remakes, Paris, Larousse, coll. « Comprendre, reconnaître » 2012  (ISBN 978-2-03-584326-5) Une quarantaine de films et leurs remakes sont étudiés, de La Charrette fantôme à Infernal Affairs, en passant par M le maudit, Pépé le Moko, Elle et lui, À bout de souffle, Les Choses de la vie, Garde à vue, Trois Hommes et un couffin… Chaque couple de films est présenté grâce à des fiches techniques, un résumé des scénarios, une analyse croisée et des informations étonnantes ou cocasses.
- Définitivement Belmondo[8],[9], préface de Laurent Gerra, Paris, Larousse, 2017  (ISBN 978-2-03-594773-4)
- Les Pépites de la critique cinéma[10], Malakoff, Dunod, 2018  (ISBN 978-2-10-077303-9)
- Tout Chabrol, La Madeleine, LettMotif[11], 2020  (ISBN 978-2-36716-321-5)
- Comme disait Claude Chabrol, préface de François Berléand, La Madeleine, LettMotif, 2020  (ISBN 978-2-36716-308-6)

### Vidéo
- « Cahiers du cinéma 70 ans # Claude Chabrol feat. Laurent Bourdon » (1 h 5) Les Cahiers du cinéma fêtent leur 70e année d'existence et consacrent une série de 5 émissions à la méthodologie et à l'héritage laissés par ses anciens critiques (Truffaut, Rohmer, Chabrol, Godard et Rivette) devenus cinéastes. Laurent Bourdon revient sur Claude Chabrol.